# Gran Hotel de Font-romeu
El Gran Hotel de Font-romeu és un antic hotel construït la dècada del 1910 a Font-romeu per acollir els turistes, coincidint amb l'arribada del Tren Groc a la població. Va ser inaugurat el juny de 1914 i originalment tenia dues-centes habitacions, sales de jocs, un casino, sales d'esport i un restaurant.
A la dècada de 1970 i va ser reconvertit en apartaments. La façana, la coberta i la caixa d'escala i els seus elements decoratius estan protegits com a monument històric des del 1988.
Està situat en el número 2 de l'Avinguda de Jean Paul, a prop, al nord i damunt del centre de Font-romeu.